# アキバルド・モスケラ
アキバルド・モスケラ・ロマーニャ（Aquivaldo Mosquera Romaña, 1981年6月22日 - ）は、コロンビア・アンティオキア県出身のサッカー選手。元コロンビア代表である。ポジションはディフェンダー（センターバック）。

## 経歴
2005年から在籍したCFパチューカでは2シーズンで74試合に出場した。2007年夏、移籍金800万ユーロでスペインのセビージャFCに移籍した。2007-08シーズンは26試合に出場した。2008-09シーズンはアブドゥレイ・コンコと併用される形で17試合に出場した。2008年12月、RCDマヨルカ戦前に滞在していたホテルでアス紙の記者とすれ違ったモスケラは、「今後も俺のことを書き続けたらお前に何か危険なことが起こるぞ」と脅迫した。
2009年7月1日、移籍金420万ユーロでクラブ・アメリカに移籍した。
CFパチューカとの契約満了後の2016年6月12日、デポルティーボ・カリに加入し11年振りの母国復帰となった。
コロンビア代表には、2005年2月23日のメキシコ戦でデビューした。

## 所属クラブ
- アトレティコ・ナシオナル 2000-2005
- CFパチューカ 2005-2007
- セビージャFC 2007-2009
- クラブ・アメリカ 2009-2014
- CFパチューカ 2014-2016
- デポルティーボ・カリ 2016
- チアパスFC 2017

## タイトル
アトレティコ・ナシオナル
- カテゴリア・プリメーラA : アペルトゥーラ2005

パチューカ
- リーガMX : クラウスーラ2006, クラウスーラ2007, クラウスーラ2016
- CONCACAFチャンピオンズリーグ : 2007
- コパ・スダメリカーナ : 2006

セビージャ
- スーペルコパ・デ・エスパーニャ : 2007

クラブ・アメリカ
- リーガMX : 2013